# 阿夫里格

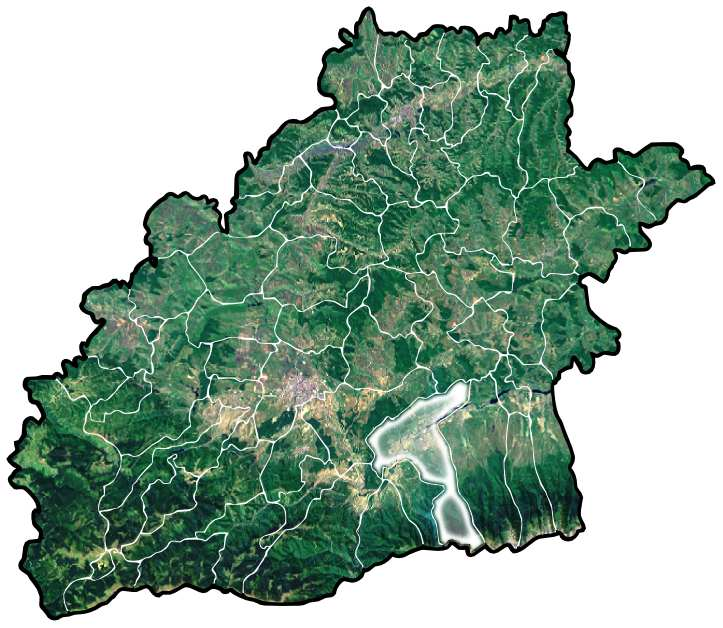

阿夫里格是羅馬尼亞的城鎮，位於該國中部，距離首府錫比烏20公里，由錫比烏縣負責管轄，面積133.36平方公里，海拔高度391米，2009年人口14,364，大多數居民信奉東正教。